# Сабарка
Сабарка — село, относится к Киселёвскому сельскому муниципальному образованию в Суксунском районе Пермского края России.

## География
Село расположено на Сибирском тракте у речки Сабарка, правого притока р. Кишерть, впадающей в р. Сылва.
В нескольких километрах от села проходит федеральная трасса Р242 Пермь — Екатеринбург. Сабарка располагается на расстоянии 11 км от районного центра г. Суксун и в 33 км на юго-восток от г. Кунгура. В окрестностях села имеются многочисленные карстовые явления (провалы, воронки), ввиду чего речка Сабарка периодически исчезает (например, с 1932 г. — 1970 г. её не было вообще).

## История
Поселение известно с 1679 г. как с. Сретенское(название получило по местной Сретенской церкви). Другое наименование — с. «Сретенское, Сабарка тож» (1795 г.). Современное название дано по р. Сабарка (Сабарка — чувашское личное языческое имя). По легенде, первоначально поселение называлось Сибирка, позднее переделано в более «благозвучное» — Сабарка. С 2 июля 1921 г. здесь работала трудовая артель. В 1928 г. в селе была создана сыроваренная артель, позднее, в 1930-х гг., преобразованная в сыродельный завод. С 1928 г. в Сабарке находился колхоз «Коллективист». Колхоз известен тем, что здесь было лучшее племенное стадо Суксунского скота. 3 марта 1959 г. колхоз был укрупнен (слились четыре сельхозартели), а 20 января 1960 г. ликвидирован. 13 марта 1963 г. образован совхоз «Суксунский». В 1930 г. в селе было налажено известковое производство.
Сабарка являлась центром Сабарского волости Красноуфимского уезда (до 1924 г.) и Моргуновского сельского совета (до янв. 2006 г.). В окрестностях Сабарки добывалась руда «открытым» способом и до 1904 г. транспортировалась в Суксунский и Молёбский металлургические заводы.

## Демография
Таблица 1. Население села Сабарка
| Год         | 1869         | 1904         | 1926         | 2002         | 2010       |
| ----------- | ------------ | ------------ | ------------ | ------------ | ---------- |
| Мужчин      | 314 (50.3 %) | 534 (49.8 %) | 514 (45.5 %) | 304 (49.9 %) | 304 (46 %) |
| Женщин      | 310 (49.7 %) | 538 (50.2 %) | 617 (54.5 %) | 305 (50.1 %) | 357 (54 %) |
| Всего, чел. | 624          | 1072         | 1131         | 609          | 661        |
| Дворов      | 110          | 180          | 237          |              |            |

## Экономика
В селе располагается (располагался) сельскохозяйственный производственный кооператив ООО «Суксунский», специализирующийся на производстве мясо-молочной продукции.

## Образование
Учреждения народного образования представлены в селе Сабарка начальной школой (школьная библиотека является одной из старейших в Суксунском р-не, основана в 1853 г.) и детсадом.

## Культура
В селе имеются Дом культуры «Прометей» и сельская библиотека.

## Достопримечательности
Памятник истории — здание бывшей Сретенской каменной церкви, построенной в 1777 г. Церковь была закрыта в 1940 г. и в советское время использовалась как гараж.

## Известные люди
В разное время в Сабарке родились, жили или работали:
- Живописцев, Виктор Петрович — российский химик, доктор химических наук, профессор, ректор Пермского государственного университета (1970—1987), Заслуженный деятель науки РСФСР (1973).